# Lancia Eta
El Lancia Eta es un automóvil de turismo fabricado por la marca Italiana Lancia entre 1911 y 1914. El Eta representaba una versión acortada y estilizada a nivel de chasis y carrocería de su hermano mayor, el Lancia Epsilon, incorporando además novedosos detalles como las luces eléctricas. A nivel mecánico no había novedades con respecto al Epsilon, compartiendo el mismo motor de 4084 cc de cilindrada, 60 hp de potencia transmitidos a través de una caja manual de 4 velocidades, permitiéndole alcanzar una velocidad máxima de 115 km/h (71 mph). Inicialmente se fabricó en paralelo junto con el Epsilon, este último dejaría de fabricarse en 1912, mientras que el Eta continuaría su producción hasta 1914, fecha en la que se habían fabricado 491 ejemplares.